# Sebastian Huțan
Sebastian Huțan (n. 26 octombrie 1983, Arad, România) este un jucător de fotbal român care a evoluat la clubul ACSMU Politehnica Iași.

## Titluri
FC Sheriff Tiraspol
- Divizia Națională:2002–03, 2003–04, 2004–05, 2005–06
- Cupa Moldovei: 2006
- Supercupa Moldovei: 2003
- Cupa CSI: 2003